# Fiat G.50
El Fiat G.50 Freccia (‘flecha’ en italiano) fue un caza monoplano italiano, que representó el primer ensayo de diseño del joven ingeniero Giuseppe Gabrielli para la compañía Fiat. Aunque rompía la tradicional fórmula del biplano, tenía un rendimiento inferior a sus contemporáneos Hawker Hurricane y Messerschmitt Bf 109.

## Diseño y desarrollo

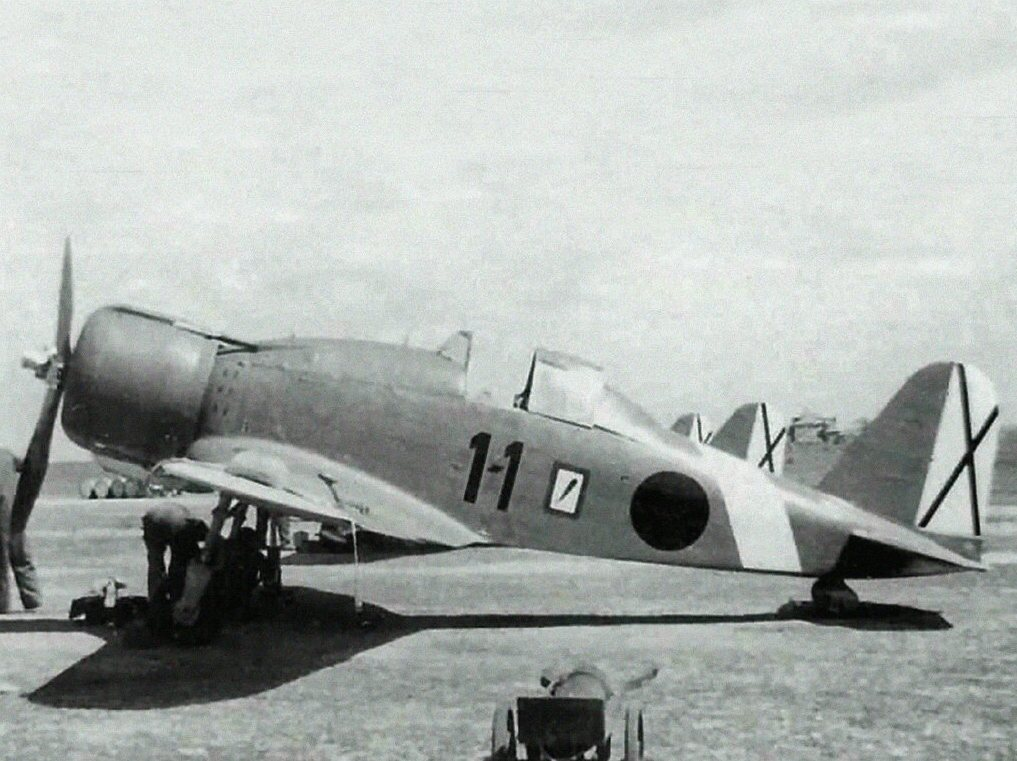
Un G.50 de la escuadrilla Asso di bastoni.

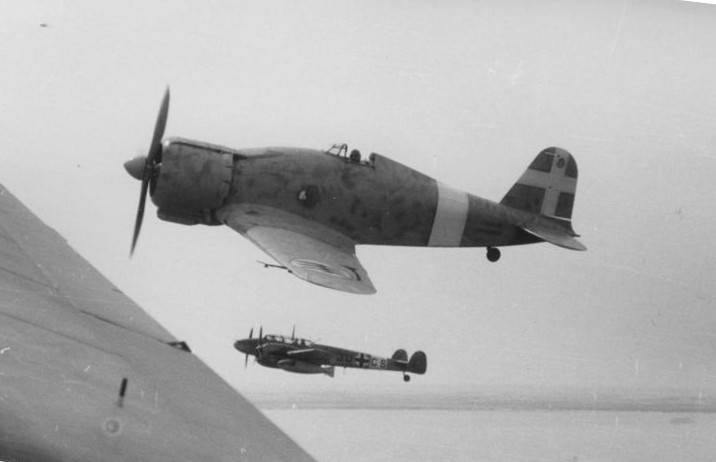
Un G.50 junto a un Messerschmitt Bf 110 alemán volando sobre el norte de África (1941).

A mediados de la década de 1930, las fuerzas aéreas de las principales potencias europeas comenzaron estudios para tratar de resolver un problema común a todas: la sustitución de los aviones de caza en servicio hasta entonces y ya superados, por ser todos de fórmula biplano. También, el Estado Mayor de la Regia Aeronautica italiana convocó un concurso entre varias firmas por un caza totalmente metálico y monoplano, pero fijando sucesivamente varias condiciones de armamento y autonomía.
Estas “advertencias” hicieron que las firmas presentaran prototipos de prestaciones no siempre uniformes. Los técnicos, a falta de condiciones precisas, no siempre habían sabido escoger entre las diversas fórmulas (caza interceptor, de escolta, de combate), y con frecuencia a formas de compromiso que cubrieran al menos en parte las tres posibilidades. Las empresas que participaron fueron la Aeronautica Umbra, Caproni Vizzola, IMAM, Fiat, Macchi y Reggiane. Después de una serie de exámenes y evaluaciones, fueron escogidos prácticamente “ex aequo”, aunque por causas diversas, el Fiat G.50 de Giuseppe Gabrielli y el Macchi C.200 del ingeniero Mario Castoldi.
El diseño del monoplano de ala baja cantilever Fiat G.50 había sido iniciado por Gabrielli en abril de 1935. Tras profundas modificaciones, la mayoría sugeridas por las autoridades militares, el primero de los dos prototipos (matriculado MM.334) voló por primera vez en Marina di Pisa el 26 de febrero de 1937.
El G.50 era un avión completamente metálico, con solo las superficies de mando revestidas en tela, con aterrizadores que se retraían hacia el fuselaje y rueda de cola fija; esta última recibió un carenado aerodinámico, que sería eliminado en los ejemplares en servicio.
Los prototipos y el primer lote de 45 ejemplares de preserie tenían la cabina del piloto cerrada por una cubierta deslizable de apertura hacia atrás, pero los aparatos de serie presentaban cabinas abiertas o parcialmente cerradas.
Además de los dos prototipos, se construyeron un total de 778 ejemplares, de los que 428 lo fueron por CMASA. Los restantes fueron producidos por Fiat, que inició la construcción en noviembre de 1940. Los últimos ejemplares de serie abandonaron las líneas de montaje en la primavera de 1942.
Doce G.50 de preserie llegados en 1939 (algunas fuentes citan veinte) constituyeron el Gruppo Sperimentale di Caccia, que operó durante la guerra civil española encuadrado en la Aviazione Legionaria italiana; los G.50 estuvieron basados en Escalona y no participaron en acciones de relevancia. Una vez concluidas las hostilidades, estos aparatos quedaron en manos españolas y constituyeron, junto con los Heinkel He 112, el Regimiento Mixto de África, basado en Nador.
Cuando Italia entró en la Segunda Guerra Mundial, en junio de 1940, la Regia Aeronautica tenía en servicio unos 97 Fiat G.50, que tomaron parte en los combates del sudeste de Francia; posteriormente, fueron empleados por el Corpo Aéreo Italiano, que desde bases en Bélgica, operó contra Gran Bretaña entre septiembre de 1940 y enero de 1941. Sin embargo, su escaso radio de acción limitó su actuación. Posteriormente, el G.50 equipó a los Gruppi nº 24 y 154, transferidos a Albania para participar en la campaña contra Grecia.
El G.50bis, cuyo primer ejemplar fue evaluado el 9 de septiembre de 1940, incorporaba mayor capacidad de combustible y empenajes verticales rediseñados, además de paneles transparentes laterales en la cabina para proteger al piloto del viento. Este tipo fue utilizado en Croacia, aunque la mayoría de los G.50bis se empleó en el norte de África en los Gruppi no. 2 y 155.
Algunos G.50 fueron convertidos en cazabombarderos con soportes subalares, en los que se podían estibar bombas antipersonal; esta versión equipó al 50º Stormo, que combatía en el Norte de África.
A principios de 1943, el Fiat G.50bis operaba con el 24º Gruppo en Cerdeña, el 151º Gruppo en Grecia y el 154º Gruppo en el Egeo. Tras la firma del armisticio con los Aliados, en septiembre de 1943, solo cuatro permanecían en estado de vuelo y fueron empleados como entrenadores por el régimen fascista de la República Social Italiana.
Aparte de los ejemplares de preserie utilizados en España y de los 10 suministrados a Croacia, los únicos aparatos exportados fueron los 35 vendidos a Finlandia en 1939, recibidos demasiado tarde para utilizarlos en los combates desarrollados durante la Guerra de Invierno, pero empleados en la guerra de 1941-45 contra los soviéticos en la que desempeñaron un discreto papel.

## Variantes

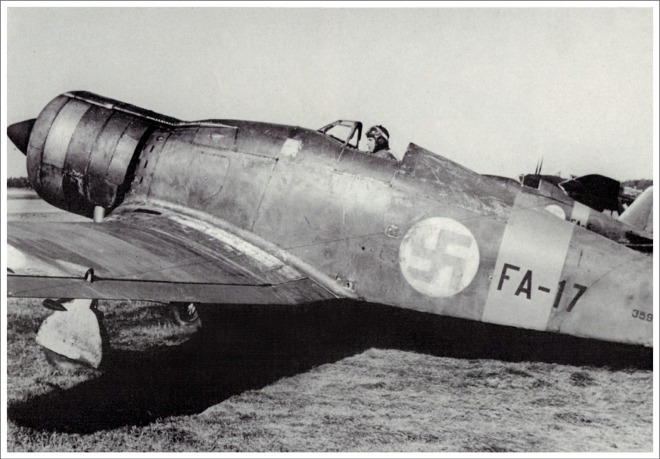
Serie FIAT G.50 II - Fuerza Aérea Finlandesa

G.50
Prototipos y preserie, dos prototipos y 45 ejemplares de preserie; tenían cabina cerrada y estuvieron aquejados por problemas de inestabilidad en vuelo.
G.50
Caracterizados por la modificación de los flaps, empenajes verticales rediseñados y cabina abierta; Fiat construyó 6 ejemplares y CMASA (subsidiaria de Fiat) 206; fueron enviados 35 aparatos a Finlandia y 10 a Croacia.
G.50bis
Con deriva y timón de dirección modificados, paneles transparentes plegables a cada lado de la cabina y autonomía incrementada; 421 construidos, de los que 77 lo fueron por CMASA.
G.50ter
Un solo ejemplar, propulsado por un motor Fiat A.76 de 1000 cv.
G.50V
Un único ejemplar propulsado por un motor Daimler-Benz DB 601.
G.50bis A/N
Un solo prototipo de una variante de cazabombardero biplaza prevista para operar desde los portaaviones Aquila y Sparviero (conversiones de buques mercantes que no llegaron a ser alistados); evaluados en vuelo por vez primera el 3 de octubre de 1942; previstos para ir armados con cuatro ametralladoras de 12,7 mm y una bomba de 250 kg.
G.50B
Desarrollo biplaza con doble mando para entrenamiento de caza; CMASA construyó 100 ejemplares entre 1940 y 1943; el prototipo voló por primera vez el 30 de abril de 1940; larga cubierta transparente, pero con la sección superior de la cabina trasera abierta.

## Operadores
Alemania
- Luftwaffe

 Estado Independiente de Croacia
- Fuerza Aérea del Estado Independiente de Croacia: recibió más de 15 aviones.

 España
- Ejército del Aire de España

 Finlandia
- Fuerza Aérea Finlandesa: recibió 33 aviones (FA-1 a FA-6, y FA-9 a FA-35) de los 35 ordenados. Los FA-7 y FA-8 resultaron destruidos en accidentes antes de que llegaran a Finlandia; cruzaron el Golfo de Botnia en la primavera de 1940.

 Reino de Italia
- Regia Aeronautica
- Aviación Legionaria: 12 aviones.
- Aeronautica Cobeligerante Italiana

 República Social Italiana
- Aeronáutica Nacional Republicana

 Yugoslavia
- Fuerza Aérea de la República Federal Socialista de Yugoslavia: un aparato ex croata.

## Supervivientes
En septiembre de 2010, el único G.50bis existente conocido estaba en restauración en el Museo de Aeronáutica (Belgrado), en Surčin, en el Aeropuerto de Belgrado-Nikola Tesla, Serbia.

## Especificaciones
Referencia datos: A Second String Arrow...The Fiat G.50

### Características generales
- Tripulación: Uno (piloto)
- Longitud: 8 m (26,3 ft)
- Envergadura: 11 m (36,1 ft)
- Altura: 3,3 m (10,8 ft)
- Superficie alar: 18,3 m² (196,4 ft²)
- Peso vacío: 1963 kg (4326,5 lb)
- Peso máximo al despegue: 2402 kg (5294 lb)
- Planta motriz: 1× motor radial de 14 cilindros refrigerado por aire Fiat A.74 R.C.38.
  - Potencia: 649 kW (895 HP; 883 CV) al despegue, 720 kW (966 hp) a 3800 m (12 467 pies)
- Hélices: Tripala Hamilton Standard-Fiat de velocidad constante

### Rendimiento
- Velocidad máxima operativa (Vno): 470 km/h (292 MPH; 254 kt) a 5000 m (16 404 pies)
- Alcance: 445 km (240 nmi; 277 mi)
- Techo de vuelo: 10 700 m (35 105 ft)
- Tiempo a altitud: 5000 m (16 404 pies) en 6 min 3 s

### Armamento
- Ametralladoras: 

  - 2x Breda-SAFAT de 12,7 mm de fuego frontal en el morro

## Aeronaves relacionadas

### Desarrollos relacionados
- Fiat G.55 Centauro

### Aeronaves similares
- Curtiss P-36
- Seversky P-35
- Bloch MB.150
- MÁVAG Héja
- Macchi C.200
- Reggiane Re.2000
- Nakajima Ki-43
- IAR 80
- Polikarpov I-16

### Secuencias de designación
- Secuencia G._ (Gabrielli, interna de Fiat): ← G.18 - G.46 - G.49 - G.50 - G.55 - G.56 - G.57 →
- Secuencia Numérica (Aeronaves del Ejército del Aire español, 1939-1945): 1 - 1W - 2 - 2W →
- Secuencia C._ (Aeronaves de Caza del Ejército del Aire español, 1945-1954): ← C.3 - C.4 - C.5 - C.6 - C.7 - C.8 - C.9 →